# اوهارو، آیچی
اوهارو، آیچی (به لاتین: Ōharu, Aichi) یک منطقهٔ مسکونی در ژاپن است که در بخش آما، آیچی واقع شده‌است. اوهارو ۶٫۵۹ کیلومترمربع مساحت و ۳۱٬۲۲۶ نفر جمعیت دارد.